# Raymond Pech

Raymond Pech

Raymond Pech (* 4. Februar 1876 in Valenciennes; † 3. Juli 1952 in Paris) war ein französischer Komponist.

## Leben
Pech studierte am Konservatorium von Lille, bevor er ans Pariser Konservatorium kam. Hier war er Schüler von Raoul Pugno, Xavier Leroux und Charles Lenepveu. Er beteiligte sich dreimal am Wettbewerb um den Prix de Rome, wobei er 1903 den Zweiten Deuxième Grand Prix mit der Kantate Alyssa erhielt, 1904 den Premier Grand Prix mit der lyrischen Szene für drei Stimmen Medora nach einem Text von Édouard Adenis.
1904 begann sein mit dem Preis verbundener Aufenthalt in der Villa Medici in Rom, den er jedoch bereits im März 1905 abbrach, um zu heiraten. Er unterrichtete dann Harmonielehre am Pariser Konservatorium und wurde 1910 der Nachfolger seines Lehrers Leroux. Daneben wirkte er als Sänger an der Opéra-Comique.
Pech komponierte Lieder, Kammermusik, kirchenmusikalische Werke, darunter eine Messe, und das musikpädagogische Werk 80 Leçons d’harmonie.